# Герстенмажер, Габор
Габор Герстенмажер (рум. Gábor Gerstenmájer род. 13 сентября 1967, Сату-Маре) — румынский футболист и футбольный тренер, игрок сборной Румынии.

## Карьера
Герстенмайер начал свою карьеру в родном городе Сату-Маре в команде «Олимпия», где в 1987 году был переведен в первую команду, которая в то время выступала во втором высшем дивизионе, Дивизии Б. В зимнем перерыве 1987/88 годов он поначалу не использовался, когда был отдан в аренду соперникам по лиге — футбольному клубу «Виктория». Герстенмайер вернулся в «Олимпию» и стал чаще выходить на поле.
После того, как в сезоне 1989/90 он снова едва не стал чемпионом, он перешел в Дивизию А, присоединившись к футбольному клубу «Брашов». Там он привлек к себе внимание 15 голами, так что уже в 1991 году состоялся переход в топ-клуб «Динамо», из Бухареста. В составе «Динамо» Герстенмайер сразу же стал чемпионом и лучшим бомбардиром чемпионата Румынии.
С 1993 по 2003 годы играл в Швейцарии за ряд команд, завершив карьеру в «Фрауэнфельде».